# Scopalina australiensis
Scopalina australiensis är en svampdjursart som först beskrevs av Gustavo Pulitzer-Finali 1982.  Scopalina australiensis ingår i släktet Scopalina och familjen Dictyonellidae. Inga underarter finns listade i Catalogue of Life.